# یارشتدت
یارشتدت (به آلمانی: Jahrstedt) یک منطقهٔ مسکونی در آلمان است که در کلوتزه واقع شده‌است. یارشتدت ۸۱۱ نفر جمعیت دارد.